# خورک (سرده)
خُورَک (نام علمی: Limodorum) نام یک سرده از تیره ثعلبیان است.